# Arduina (genre)
Pour les articles homonymes, voir Arduina.
Genre
Classification phylogénétique
Arduina est un genre de plante à fleurs de la famille des Apocynaceae.

## Taxonomie
Arduina Mill. ex L., 1767 est considéré comme un synonyme de Carissa L., 1767.

### Homonymie
Arduina Adans. (1763), nom. rej., est un synonyme de Kundmannia, de la famille des Apiaceae.

## Principales espèces
- Arduina bispinosa L.